# Gabriel Ballester i Boada
Gabriel Ballester i Boada (Vallmoll, 30 de novembre de 1855 - Barcelona, febrer de 1897) fou un polític català, diputat a les Corts Espanyoles durant la restauració borbònica. Fou elegit diputat a les Corts Espanyoles per Valls dins del Partit Liberal Fusionista a les eleccions generals espanyoles de 1886, 1891 i 1893. En les últimes eleccions va disputar el districte de Valls al candidat republicà Andreu Avel·lí Comerma i Batalla amb el suport del diari liberal La Razón.